# Aéroport Sud de France Perpignan
Luchthaven Sud de France Perpignan (Frans: Aéroport Sud de France Perpignan) is een kleine internationale luchthaven bij Perpignan in het departement Pyrénées-Orientales in Frankrijk.

## Bereikbaarheid
Per auto is de luchthaven bereikbaar via de E15/A9. De luchthaven is gesitueerd tussen Perpignan en Rivesaltes. Op korte afstand liggen de populaire toeristenplaatsen Le Barcarès, Argelès-sur-Mer en Collioure.